# Serrasalmus maculatus
La palometa brava ( Serrasalmus maculatus ) es una especie de peces de la familia Serrasalmidae en el orden de los Characiformes.

## Morfología
Los machos pueden llegar alcanzar los 26 cm de longitud total y 477 g de peso.
- Número de  vértebras: 36.[1][2]

## Hábitat
Es un pez de agua dulce y de clima tropical.

## Distribución geográfica
Se encuentran en Sudamérica:  cuencas de los ríos  Amazonas, río Paraná,  Paraguay, y río Uruguay.